# شومیرتلی
شومیرتلی (انگلیسی: Shomyrtly) یک شهرک در شهرستان بیژبولیاکسکی باشقیرستان کشور روسیه است.